# Crockerella scotti
Crockerella scotti is een slakkensoort uit de familie van de Clathurellidae. De wetenschappelijke naam van de soort is voor het eerst geldig gepubliceerd in 1996 door McLean.